# Byt przygodny
Byt przygodny – byt podlegający przyczynom . Byty przygodne mogą nie istnieć (w odróżnieniu od bytu koniecznego). Do bytu przygodnego odnosi się zjawisko czasu, można więc mówić o początku lub końcu bytu przygodnego. Bytów przygodnych może być wiele; są one zniszczalne i mają swoją przyczynę lub wyjaśnienie swego istnienia w bycie koniecznym. Byt przygodny nie może być przyczyną ani wyjaśniać istnienia innego bytu przygodnego. Byty przygodne nie istnieją a se (dzięki sobie), jak również per se (przez się).
Pojęciem przygodności rozumianej jako brak celu i sensu posługiwała się Ágnes Heller, która opisywała byt przygodni, jako byt, który nie jest zdeterminowany przez żaden obiektywny telos. Teologia katolicka zakłada, że człowiek jest bytem przygodnim.

## Historia
Pojęcie bytu koniecznego oraz bytów przygodnich pojawia się w Arystotelesa w argumencie kosmologicznym używanym przy dowodzeniu istnienia Boga. Koncepcję tę przejął potem Tomasz z Akwinu  , który opisał ją w Sumie teologicznej następująco:

Stwierdzamy na świecie rzeczy, które mogą być i nie być. Widzimy, jak jedne powstają, a inne zanikają, co świadczy o tym, że mogą być i nie być. Otóż nie do pomyślenia jest, by wszystkie takiego typu rzeczy zawsze istniały. Czemu? Bo co może nie istnieć, niekiedy faktycznie nie istnieje; jeśli przeto wszystko może nie istnieć, to ongiś nic nie istniało ze świata; a jeśli to prawda, to i dziś nic by nie istniało; co bowiem nie istnieje, nie zacznie istnieć inaczej, jak tylko dzięki temu, co już jest; gdyby więc nic nie istniało, zaistnienie czegokolwiek byłoby niemożliwe; w takim razie i dziś nic by nie istniało, co jest oczywistym fałszem. Nie wszystkie więc byty są jedynie przygodne, ale między nimi musi istnieć byt konieczny. Wszelki zaś byt konieczny albo ma przyczynę swojej konieczności skądinąd, albo nie ma; nie do pomyślenia jest, by ten łańcuch bytów koniecznych, mających przyczynę swojej konieczności skądinąd, ciągnął się w nieskończoność, podobnie zresztą jak i łańcuch przyczyn sprawczych, co wyżej udowodniono. Musimy więc uznać istnienie czegoś, co jest konieczne samo w sobie, nie ma przyczyny swej konieczności gdzie indziej, a jest przyczyną konieczności dla innych, a to wszyscy nazywają Bogiem.